# Pedro Joseph de Lemos

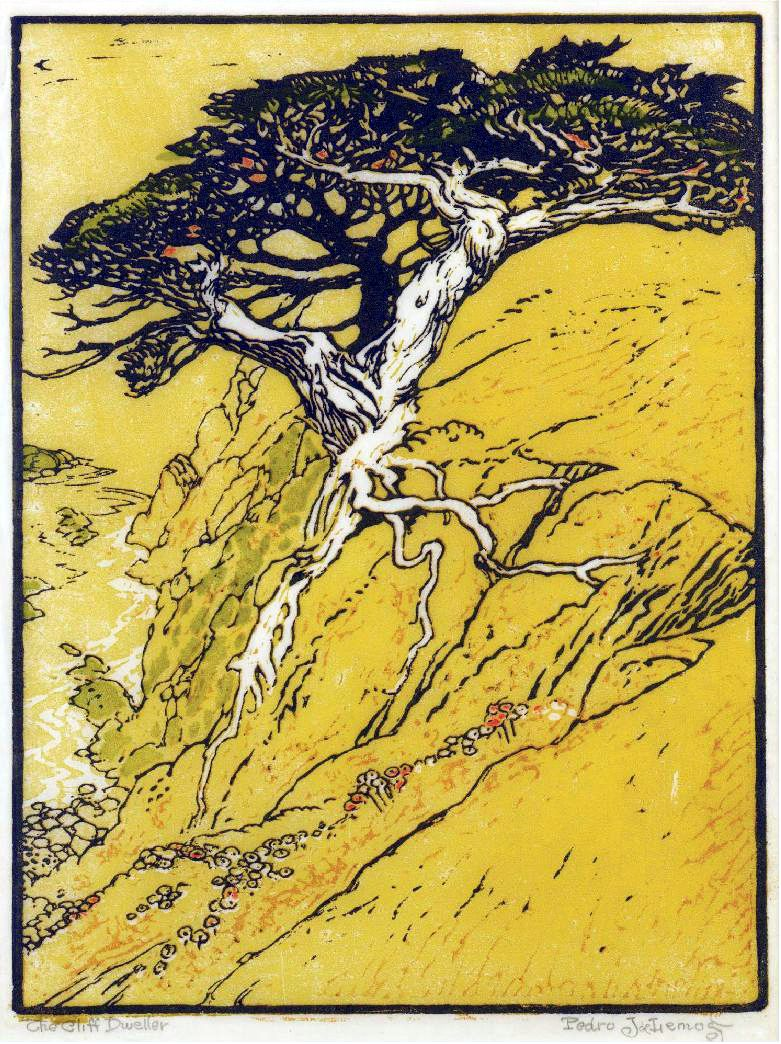
"The Cliff Dweller"

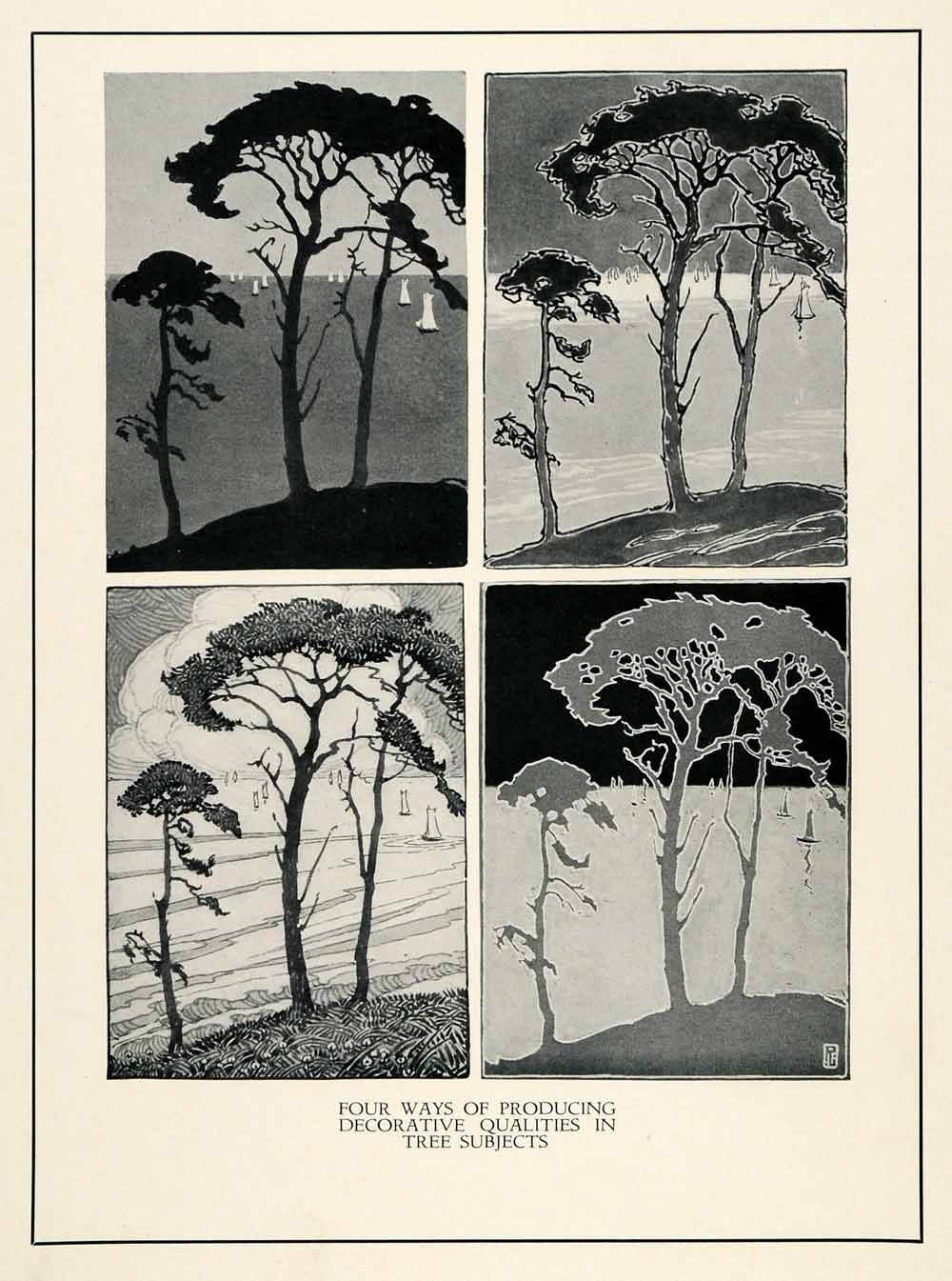

Pedro Joseph de Lemos (25 de maio de 1882 - 5 de dezembro de 1954) foi um pintor, gravurista, arquiteto, ilustrador, escritor, conferencista, diretor de museu e educador de arte americano na área da Baía de São Francisco. Antes de cerca de 1930, ele usava o nome mais simples Pedro Lemos ou Pedro J. Lemos mas entre 1931 e 1933 mudou o nome da família para de Lemos, acreditando que era parente do conde de Lemos (1576-1622), patrono de Miguel de Cervantes. Muito do seu trabalho foi influenciado pela tradicional xilogravura japonesa e pelo movimento Arts and Crafts. Ele tornou-se proeminente no campo da educação artística e projetou vários edifícios incomuns em Palo Alto e Carmel, Califórnia.

## Infância e educação
Pedro Joseph de Lemos nasceu no dia 25 de maio de 1882 em Austin, Nevada. A família estabeleceu-se em Oakland, Califórnia, em 1888. Os pais de Pedro emigraram dos Açores em Portugal, em 1872. O seu pai Francisco (ou Frank) era um sapateiro.
Na adolescência, estudou arte intermitentemente com Harry Stuart Fonda, Emile Gremke e Mary Frances Benton e na California School of Design (agora San Francisco Art Institute ). Ele retornou à última escola em 1910-11 e estudou com Charles Judson, Harry Seawell e Alice Chittenden. Em 1913 ele estudou em Nova Iorque com George Bridgman na Art Students League de Nova York (Liga de estudantes de Arte de Nova Iorque) e com Arthur Wesley Dow na Columbia University.

## Início de carreira
Ele foi funcionário da Pacific Press Publishing Company em Oakland de 1900 a 1904. Em 1904, ele e o seu irmão John abriram uma empresa de gravação em San Francisco, que foi destruída no terremoto e incêndio de 1906. Em 1907 ele casou-se com Reta Bailey de Berkeley e os três irmãos, com dois sócios adicionais, fundaram a Lemos Illustrating Company em Oakland, continuando como Lemos Brothers, Artists and Engravers até 1911. Posteriormente, ficou conhecido como Lemos Brothers Art and Photography Studio, que oferecia aulas de arte em cobre, couro e paisagismo, além dos tradicionais suportes de ponta seca, gravura e ilustração.

## Ensino
Em 1911, ele começou a ensinar design decorativo no San Francisco Institute of Art (Instituto de Arte de São Francisco). No final de 1912, ele foi um dos fundadores da California Society of Etchers e, no ano seguinte, começou a oferecer as primeiras aulas de gravura do Instituto. Alguns de seus alunos, como William S. Rice e John Winkler, alcançaram fama significativa como gravadores. Ele ajudou a organizar a secção de impressão da Califórnia da Exposição Internacional do Panamá-Pacífico (PPIE) de 1915. Teve cinco trabalhos na exposição do PPIE e recebeu menção honrosa.
Ele atuou como diretor do San Francisco Institute of Art de 1914 a 1917.

## Diretor do museu
Sob pressão para incorporar tendências da arte modernista como o cubismo no currículo do San Francisco Institute of Art, ele renunciou no outono de 1917 para se tornar diretor do museu de arte e galeria da Universidade de Stanford. Ele continuou nessa função e ensinando em Stanford até à sua reforma (aposentadoria) em 1945, e organizou uma programação ativa de diversas exposições. Em março de 1922 ele apresentou em Stanford a primeira exposição individual da sua própria obra, uma coleção de pastéis, e em agosto de 1922 um artigo sobre ele foi publicado na American Magazine of Art. Ele continuou a exibir o seu trabalho em muitas mídias em Stanford e em outros lugares, e por vários anos ele deu aulas de arte de verão em lugares distantes como Chicago.

## Escritos
Ele tornou-se um autor prolífico de artigos e livros sobre artesanato mexicano e nativo americano e sobre o ensino de artes e ofícios. Em 1920, ele e o seu irmão John T. Lemos foram co-autores de Art Simplified: A Book of Practical Art for Advertisers, publicado pela Prang Company. O Applied Art: Drawing, Painting, Design and Handicraft (Pacific Press Publishing Association, 1920) tornou-se um livro-texto popular para aulas de arte do ensino fundamental e médio que foi revisado e reimpresso mais de uma dúzia de vezes durante a década de 1940. Muitos artigos curtos apareceram na SchoolArts Magazine, onde Pedro de Lemos atuou como Editor-Chefe de 1919 a 1950. O livro Color Cement Handicraft de Pedro e Reta Lemos, de 1922, com ênfase em azulejos decorativos, foi reimpresso em 2007 como Arts & Crafts Era Concrete Projects.

## Arquitetura
Em 1922, havia um velho carvalho em Palo Alto que foi derrubado, Pedro de Lemos ficou transtornado com o corte desta velha árvore e em reação comprou um terreno na rua Ramona (perto da avenida da Universidade) para salvar os carvalhos. Entre a década de 1920 e o final da década de 1930, Pedro de Lemos projetou e construiu vários edifícios em Palo Alto, Califórnia, incluindo 520-526 Ramona Street e do outro lado da rua em 533-539 Ramona Street, 460 Churchill Street (construída em 1925) para abrigar os seus estúdio de arte e quatro casas Medieval Revival na Cowper Street 1550-1560-1566-1579 (construída na década de 1930).
Em 1928, após reunir-se com os proprietários da propriedade, os Merners, Pedro e sua esposa Reta se envolveram na fundação, projeto e administração da Allied Arts Guild em Menlo Park, Califórnia. Ele e a sua esposa já haviam se empenhado no desenvolvimento de grupos semelhantes de estúdios de arte e lojas em Carmel e Palo Alto. A arquitetura de estilo colonial espanhol para os seis edifícios da Allied Arts Guild foi projetada por Pedro de Lemos e Gardener Dailey.
Entre 1931 e 1941, Pedro de Lemos desenvolveu sua própria casa com quase 837 metros quadrados em Waverley Oaks em Palo Alto, a Pedro de Lemos House (ou Hacienda de Lemos, Waverley Oaks) é uma arquitetura colonial espanhola e está no Registro Nacional de Lugares Históricos desde 1979.
Na década de 1940, eles começaram a trabalhar em uma casa "Storybook" em Pebble Beach, completando apenas a garagem e a casa do caseiro.
Ele morreu na sua casa em Palo Alto, Califórnia, no dia de 5 de dezembro de 1954.

## Associações
Pedro de Lemos foi eleito o primeiro presidente da Carmel Art Association em agosto de 1927, mas recusou-se a comparecer à maioria das reuniões em uma disputa acirrada sobre as exposições do júri. Ele também pertencia ao Bohemian Club, Palo Alto Art Association, Chicago Society of Etchers, Pacific Art League e outras organizações. Em 1943 foi eleito Fellow da Royal Society of Arts de Londres.